# 1935 en science
| Années de la science : 1932 - 1933 - 1934 - 1935 - 1936 - 1937 - 1938    |
| Décennies de la science : 1900 - 1910 - 1920 - 1930 - 1940 - 1950 - 1960 |

## Événements
- Janvier : le sismologue californien Charles Richter établit une échelle de mesure de la magnitude de l'énergie relâchée par un tremblement de terre dans un article intitulé An Instrumental Earthquake Magnitude Scale[1].

- 20 octobre : la société d'enquêtes d'opinion American Institute of Public Opinion fondée par George Gallup aux États-Unis publie dans une cinquantaine de journaux dont le Washington Post le premier sondage d'opinion[2].

### Sciences de la vie
- 1er avril : dans un article publié dans le Journal für Ornithologie[3], l'éthologue autrichien Konrad Lorenz décrit le comportement instinctif des oisillons et introduit la notion d'empreinte[4].

- 10 juin : fondation de la première association des « Alcooliques anonymes » à Akron (Ohio)[5].

- 26 juin : les biochimistes de l'Université Columbia Rudolf Schoenheimer et David Rittenberg communiquent au Journal of Biological Chemistry un article[6] sur leurs travaux en biologie moléculaire, première publication sur l'usage du marquage isotopique dans l'étude du métabolisme[7]. Ils utilisent le deutérium comme marqueur pour examiner le système de stockage des graisses du rat.
- Juillet : le botaniste britannique Arthur George Tansley invente le concept d'écosystème dans un article intitulé The Use and Abuse of Vegetational Concepts and Terms ( « L'usage et l'abus des concepts et des termes concernant la végétation »)[8].

- Le biochimiste américain Wendell Stanley cristallise le virus de la mosaïque du tabac[9].

- Au Canada, pour contrer les risques d'érosion du sol, des chercheurs élaborent des techniques et des systèmes de gestion, tels de nouveaux socs de charrue et des méthodes de labourage mieux adaptées aux sols des vastes « prairies » de l'Amérique du Nord[10].

### Sciences physiques
- Février : le physicien japonais Hideki Yukawa prédit l'existence des mésons dans un article intitulé On the interactions of elementary particles[11],[12].

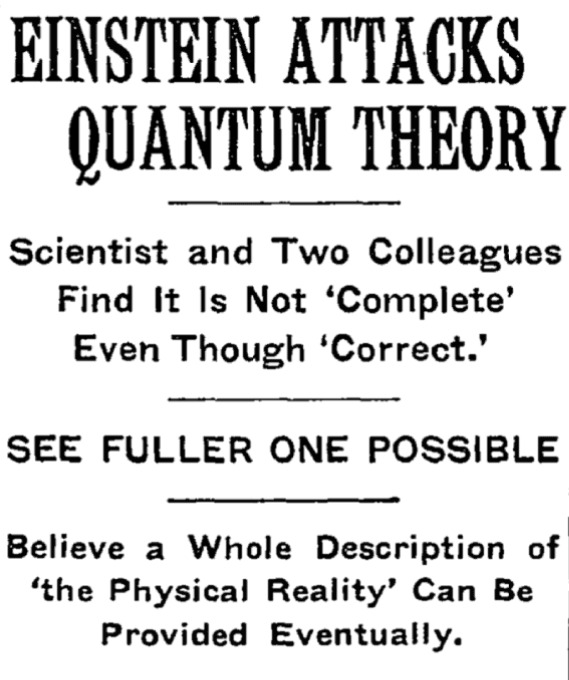
Titre du New York Times concernant l'article sur le paradoxe EPR dans le numéro du 4 mai 1935.

- 15 mai : Albert Einstein, Boris Podolsky et Nathan Rosen publient un article affirmant que la mécanique quantique n'est pas une théorie physique complète, le paradoxe EPR, une expérience de pensée dont le but premier était de réfuter l'interprétation de Copenhague de la physique quantique[13].

- Août : première utilisation, par Walter Baade, de l'expression « Groupe local » de galaxie dans un article intitulé The Globular Cluster NGC 2419[14].

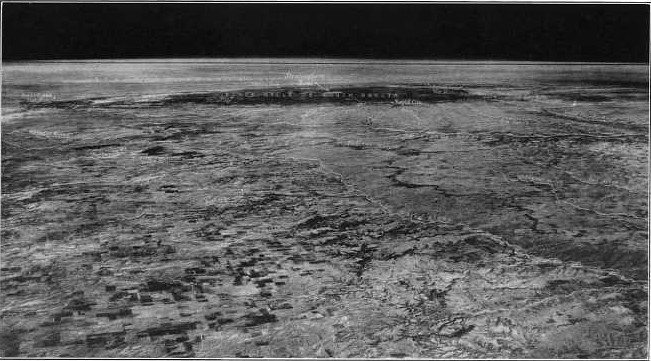
La première photographie montrant la courbure terrestre prise le 11 novembre 1935.

- 11 novembre : la courbure terrestre est photographiée pour la première fois par les aéronautes Orvil Anderson et Albert Stevens à 22 066 mètres d'altitude[15].

- 12 décembre : déclaration publique de Frédéric Joliot-Curie sur les transmutations nucléaires découvertes par Enrico Fermi, lors de la remise du Prix Nobel de chimie, qui lui a été attribué conjointement avec son épouse Irène Joliot-Curie : il évoque un dégagement d'énergie colossal[16],[17].

- Le physicien canadien Arthur Jeffrey Dempster découvre l'isotope U-235 de l'uranium, plus tard utilisé pour la bombe atomique[18].

## Publication
- Hans Zinsser : Rats, Lice, and History (« Rats et poux dans l'Histoire »).

## Prix
- Prix Nobel
  - Physique : James Chadwick
  - Chimie : Frédéric Joliot, Irène Joliot-Curie (français)
  - Physiologie ou médecine : Hans Spemann (Allemand)

- Médailles de la Royal Society
  - Médaille Copley : Charles Thomson Rees Wilson
  - Médaille Davy : Arthur Harden
  - Médaille Hughes : Clinton Joseph Davisson
  - Médaille royale : Alfred Harker, Charles Galton Darwin

- Médailles de la Geological Society of London
  - Médaille Lyell : David Meredith Seares Watson
  - Médaille Murchison : Edward Battersby Bailey
  - Médaille Wollaston : John Smith Flett

- Prix Jules-Janssen (astronomie) : Ernest Esclangon
- Prix Poncelet (mécanique) : Auguste Lafay.
- Médaille Bruce (Astronomie) : Vesto Slipher
- Médaille Linnéenne : Sir David Prain

## Naissances

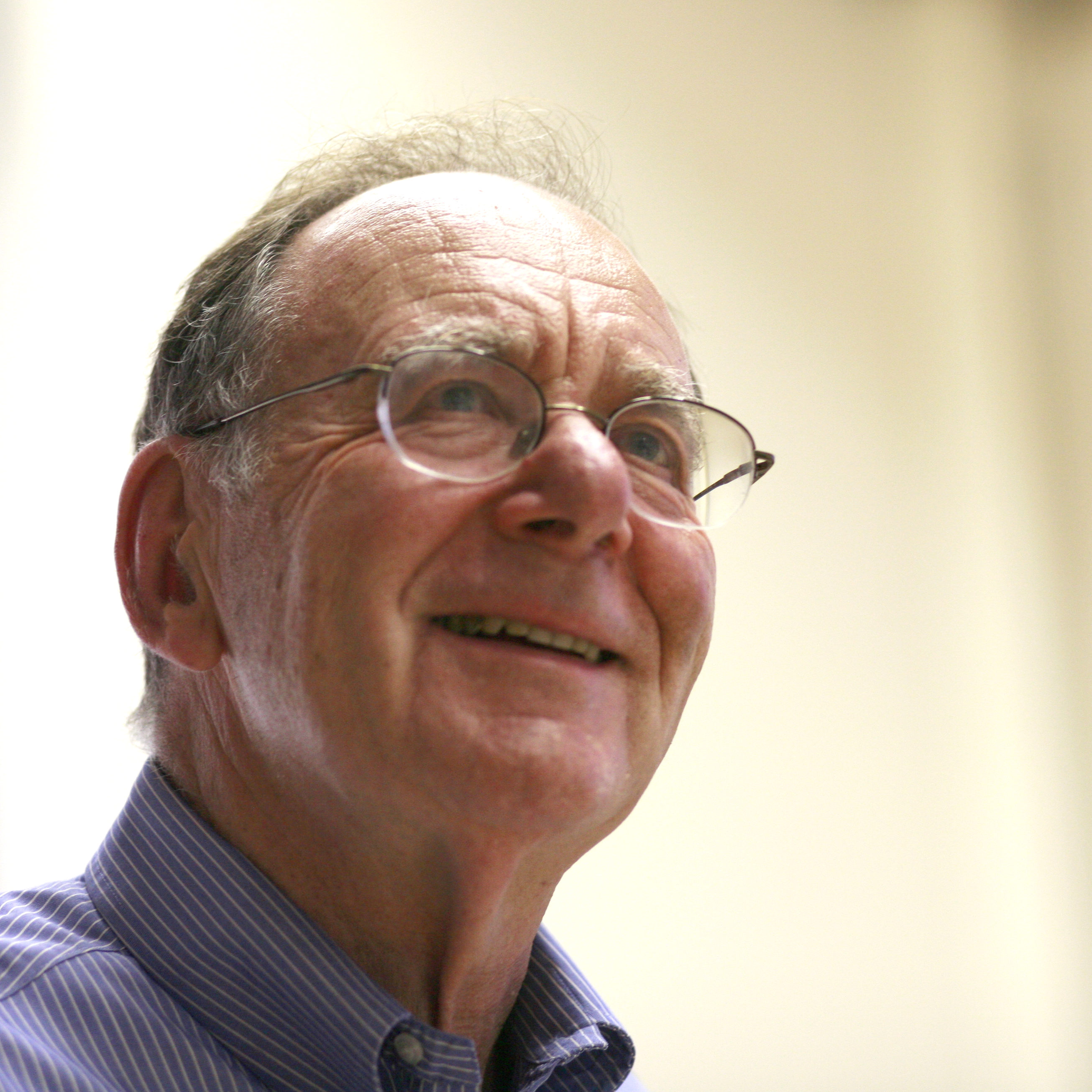
Richard Karp

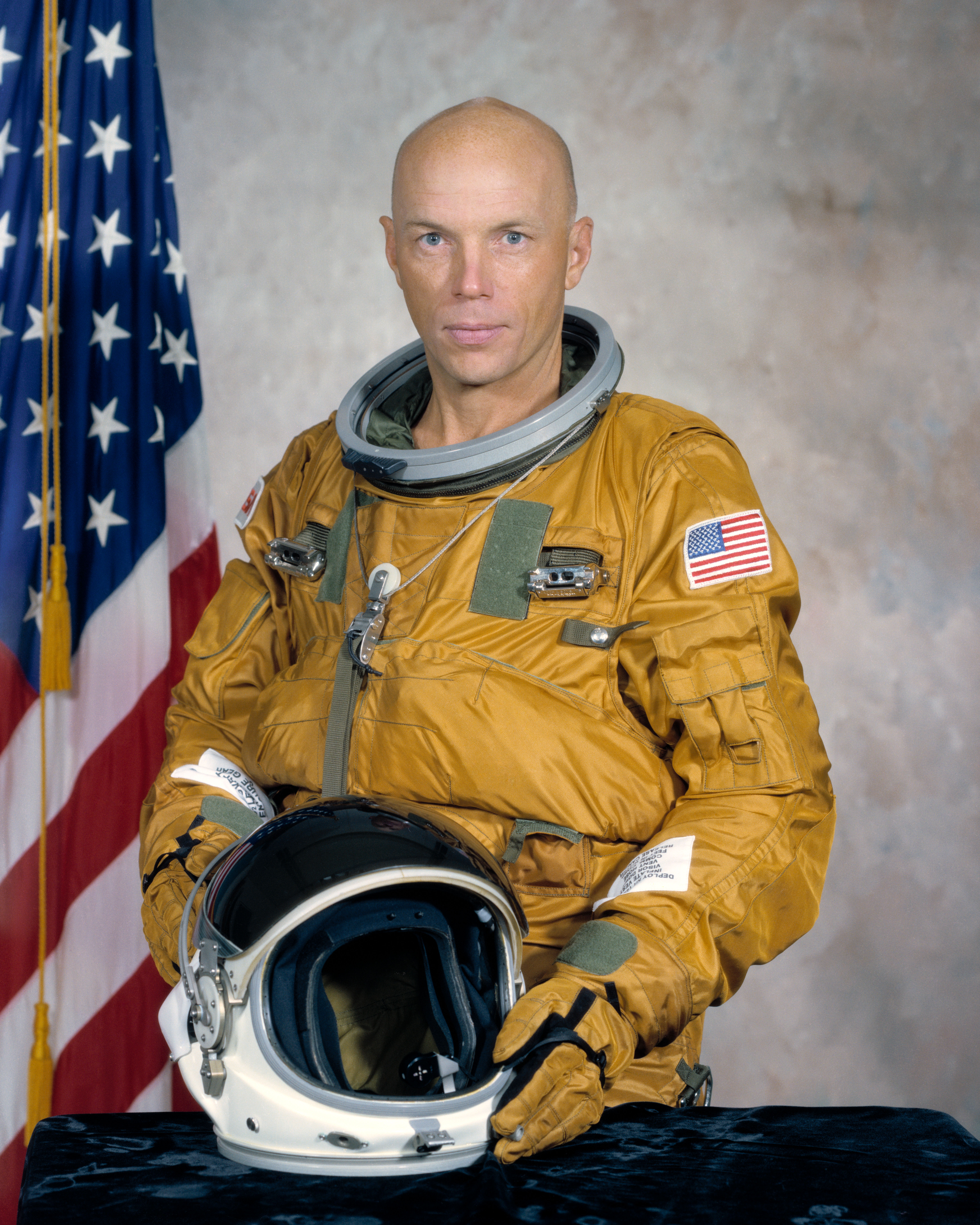
Story Musgrave

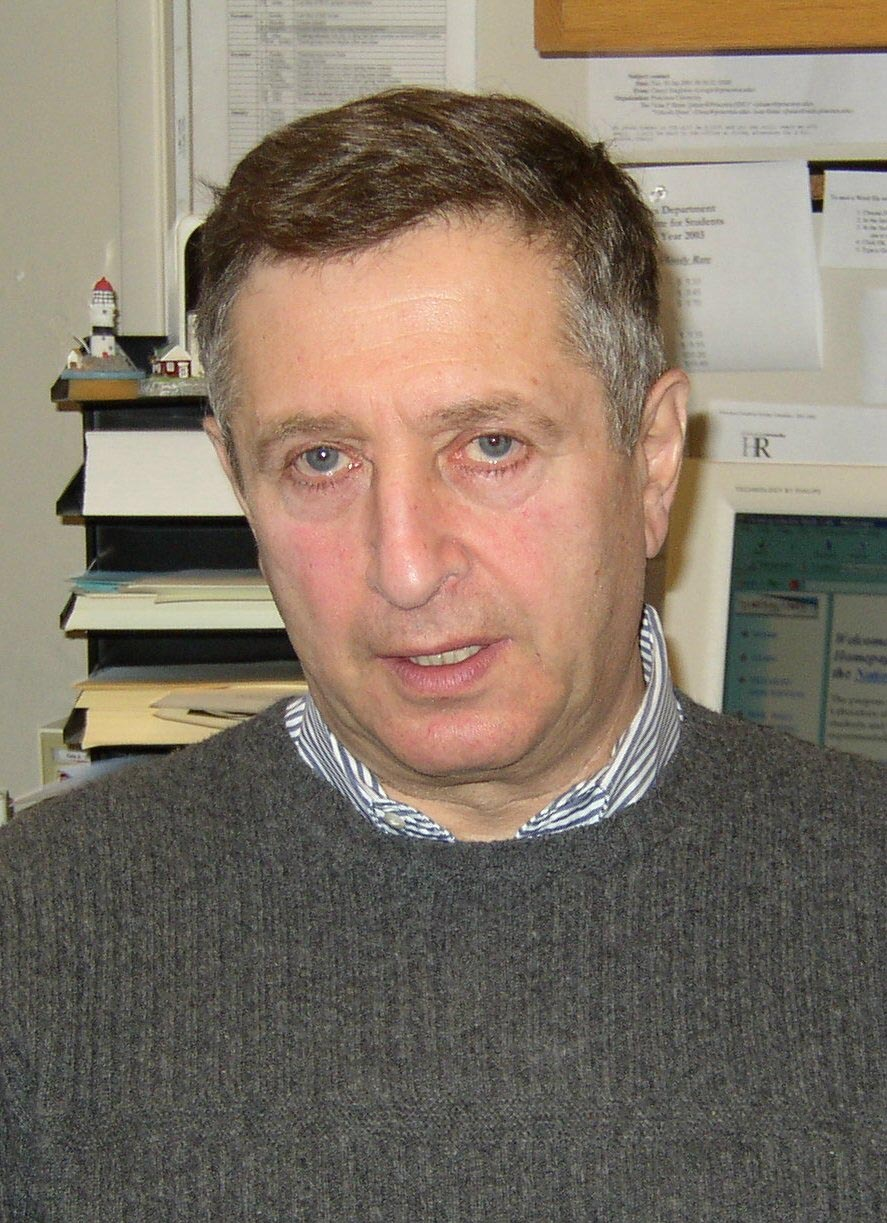
Iakov Sinaï

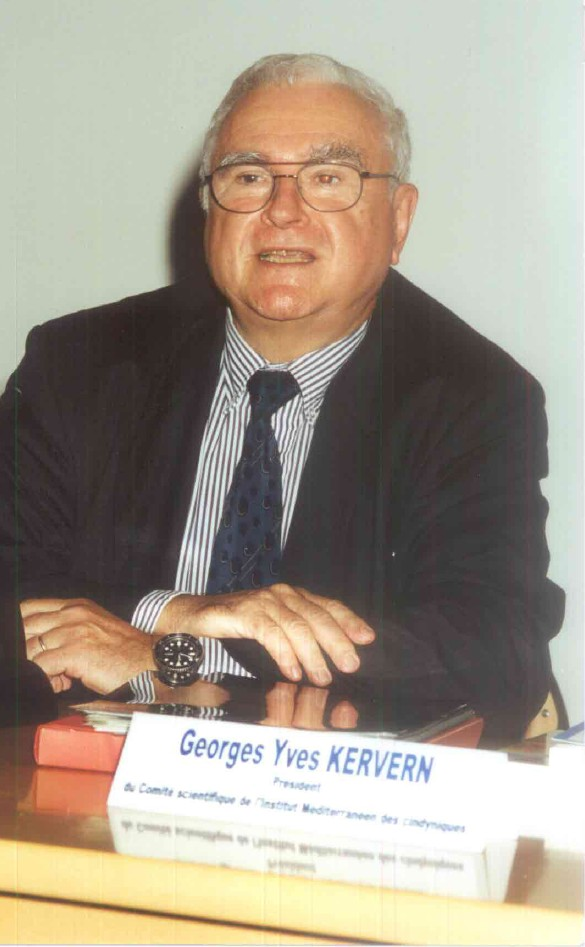
Georges-Yves Kervern

- 3 janvier : Richard Karp, informaticien américain.
- 7 janvier : Valeri Koubassov, cosmonaute soviétique.
- 11 janvier : Guillermo Bonfil (mort en 1991), écrivain et anthropologue mexicain.
- 19 janvier : Augustus Owsley Stanley, chimiste américain.
- 26 janvier :
  - André Goffeau, ingénieur agronome belge.
  - Ivan Van Sertima (mort en 2009), historien, linguiste et anthropologue britannique.
- 29 janvier : Luboš Kohoutek, astronome tchèque.

- 1er février : Vladimir Axionov, cosmonaute soviétique.
- 15 février :
  - Roger Chaffee (mort en 1967), astronaute américain.
  - Wallace Sargent, astronome américain d'origine britannique.
- 24 février : Jean Rouxel (mort en 1998), chimiste français.
- 26 février : Françoise Zonabend, anthropologue française.

- 11 mars : Jean Dercourt, géologue français.
- 12 mars :
  - Jacques Benveniste (mort en 2004), médecin et immunologiste français.
  - Arne Eggebrecht (mort en 2004), égyptologue allemand.
- 23 mars : Joseph Davidovits, chimiste français.
- 31 mars : Étienne Guyon, physicien français.

- 4 avril : Abdelaziz Ghachem (mort en 2006), médecin tunisien.
- 5 avril : Donald Lynden-Bell, astrophysicien britannique.
- 7 avril : Graciela Salicrup (morte en 1982), architecte, archéologue et mathématicienne mexicaine.
- 8 avril : Bunjiro Koto (né en 1856), géologue, pétrologue et sismologue japonais.
- 10 avril : Nicola Cabibbo (mort en 2010), physicien italien.
- 11 avril : Christa Jungnickel (morte en 1990), historienne des sciences anglaise.
- 24 avril :  Herbert Benson cardiologue américain.
- 25 avril :
  - Stephen Hanessian, chimiste et professeur québécois.
  - James Peebles, cosmologiste américain d'origine canadienne.

- 13 mai : David Todd Wilkinson (mort en 2002), astrophysicien américain.
- 16 mai : Martin Harrison (mort en 1992), archéologue britannique.
- 17 mai : Wilbert Keon, chirurgien, chercheur et Sénateur canadien.
- 20 mai : Vladimir Levenshtein (mort en 2017), mathématicien et informaticien russe.
- 13 juin : Lioudmila Tchernykh, astronome russe.

- 3 juillet : Harrison Schmitt, géologue, astronaute et ancien sénateur américain.
- 7 juillet : Hans Belting, historien de l'art et anthropologue allemand.
- 8 juillet : Vitali Sevastianov (mort en 2010), cosmonaute soviétique.
- 14 juillet : Ei-ichi Negishi, chimiste américain d'origine japonaise, prix Nobel de chimie en 2010.
- 20 juillet : Hannelore Bernhardt, historienne des mathématiques et des sciences allemande.
- 22 juillet : 
  - Claude Combes, biologiste et parasitologue français.
  - Maurice Taieb, géologue français.
- 29 juillet : Jean Davignon, médecin québécois.

- 3 août : Gueorgui Chonine (mort en 1997), cosmonaute soviétique.
- 16 août : Yves Lamarre, médecin et professeur québécois.
- 19 août : Story Musgrave, astronaute américain.
- 20 août : David Ruelle, physicien, mathématicien français d'origine belge.
- 27 août : James Hopson, paléontologue et professeur américain.
- 30 août : Sylvia Earle, Biologiste marine et aquanaute américain.

- 2 septembre : Marc Augé (mort en 2023), ethnologue et anthropologue français.
- 19 septembre :
  - Milan Antal (mort en 1999), astronome slovaque.
  - Jean-Claude Lorquet, professeur de chimie théorique belge.
- 21 septembre : Iakov Sinaï, mathématicien et physicien russe.
- 27 septembre : Donatien Laurent, musicologue, ethnologue et linguiste français.

- 2 octobre : Robert Henry Lawrence (mort en 1967), pilote de l'armée de l’air américaine et aspirant-astronaute américain.
- 3 octobre : Charles Duke, astronaute américain.
- 10 octobre : William Jason Morgan, géophysicien américain.
- 11 octobre : Marcel Detienne, helléniste, auteur, essayiste et anthropologue belge.
- 22 octobre : François de Ravignan, ingénieur agronome français.
- 25 octobre : Rusty Schweickart, astronaute américain.
- 26 octobre : Radha Charan Gupta, historien des mathématiques indien.

- 9 novembre : Georges-Yves Kervern (mort en 2008), ingénieur, industriel et chercheur français.
- 10 novembre : Igor Novikov, cosmologiste d'origine russe.
- 14 novembre : Harry B. Gray, chimiste américain.
- 17 novembre : Guy Laval, physicien français.
- 23 novembre : Vladislav Volkov (mort en 1971), cosmonaute soviétique.
- 24 novembre : Barbara Bailar, statisticienne américaine.
- 14 décembre : Franz Adlkofer, médecin allemand.
- 15 décembre : Marc Jeannerod, médecin français.
- 16 décembre : Ray Fuller (mort en 1996), biochimiste américain.
- 18 décembre : Henri Décamps, biologiste français.
- 25 décembre : Donald Norman, professeur émérite en Sciences cognitives américain.

- Bernard Diu, physicien français.
- Radha Charan Gupta (mort en 2024), historien indien des mathématiques.
- Emmanuel Terray, anthropologue français.
- David Ussishkin, archéologue israélien.

## Décès
- 2 février : Lucien Bégule (né en 1848), peintre-verrier et archéologue français.

- 7 mars : Jacques Deprat (né en 1880), géologue et écrivain français.

- 14 mai : Magnus Hirschfeld (né en 1868), médecin allemand.
- 16 mai : Louis Finot (né en 1864), archéologue et orientaliste français.
- 19 mai : Thomas Edward Lawrence (né en 1888), archéologue, officier, aventurier, espion et écrivain britannique.
- 21 mai : 
  - Hugo de Vries (né en 1848), botaniste néerlandais.
  - Marie Geelmuyden (née en 1856), chimiste norvégienne, enseignante et auteur de manuels scolaires.
- 5 juin : James Edward Quibell (né en 1867), égyptologue anglais.
- 7 juin : Sima Lozanić (né en 1847), chimiste serbe.
- 27 juin : Nikodem Caro (né en 1871), industriel et chimiste allemand.

- 9 août : Edmond Goblot (né en 1858), philosophe et logicien français.
- 26 août : Carl Emanuel Burckhardt (né en 1869), géologue et paléontologue suisse.
- 27 août : Otto Schott (né en 1851), chimiste et industriel spécialiste du verre allemand.

- 19 septembre : Constantin Tsiolkovski (né en 1857), scientifique russe.
- 26 septembre : Piotr Kouzmitch Kozlov (né en 1863), explorateur russe.

- 8 octobre : Hans Tropsch (né en 1889), chimiste tchèque.

- 2 novembre : Themistocles Zammit (né en 1864), médecin, archéologue et historien maltais.
- 6 novembre : Henry Fairfield Osborn (né en 1857), paléontologue américain.

- 1er décembre : Bernhard Schmidt (né en 1879), astronome et opticien allemand.
- 2 décembre : James Henry Breasted (né en 1865), archéologue américain.
- 13 décembre : Victor Grignard (né en 1871), chimiste français, prix Nobel de chimie en 1912.
- 16 décembre : Albert Spear Hitchcock (né en 1865), botaniste et agronome américain.